# Saint-Martin-Château
Saint-Martin-Château é uma comuna francesa na região administrativa da Nova Aquitânia, no departamento de Creuse. Estende-se por uma área de 31,25 km². Em 2010 a comuna tinha 150 habitantes (densidade: 4,8 hab./km²).